# Liste der Bischöfe und Erzbischöfe von Olmütz

## Bischöfe von Mähren
Die folgenden Personen sollen Bischöfe von Mähren gewesen sein, deren Sitz vermutlich Velehrad war:
- 880–885 Methodius
- 914–932 Johann
  - Vakanz
- 942–947 Sylvester † 961
  - 947–976 Vereint mit Regensburg
- 976–981 Vratislav
  - 981–991 Vereint mit Regensburg
  - 991–1063 Vereint mit Prag

## Bischöfe von Olmütz

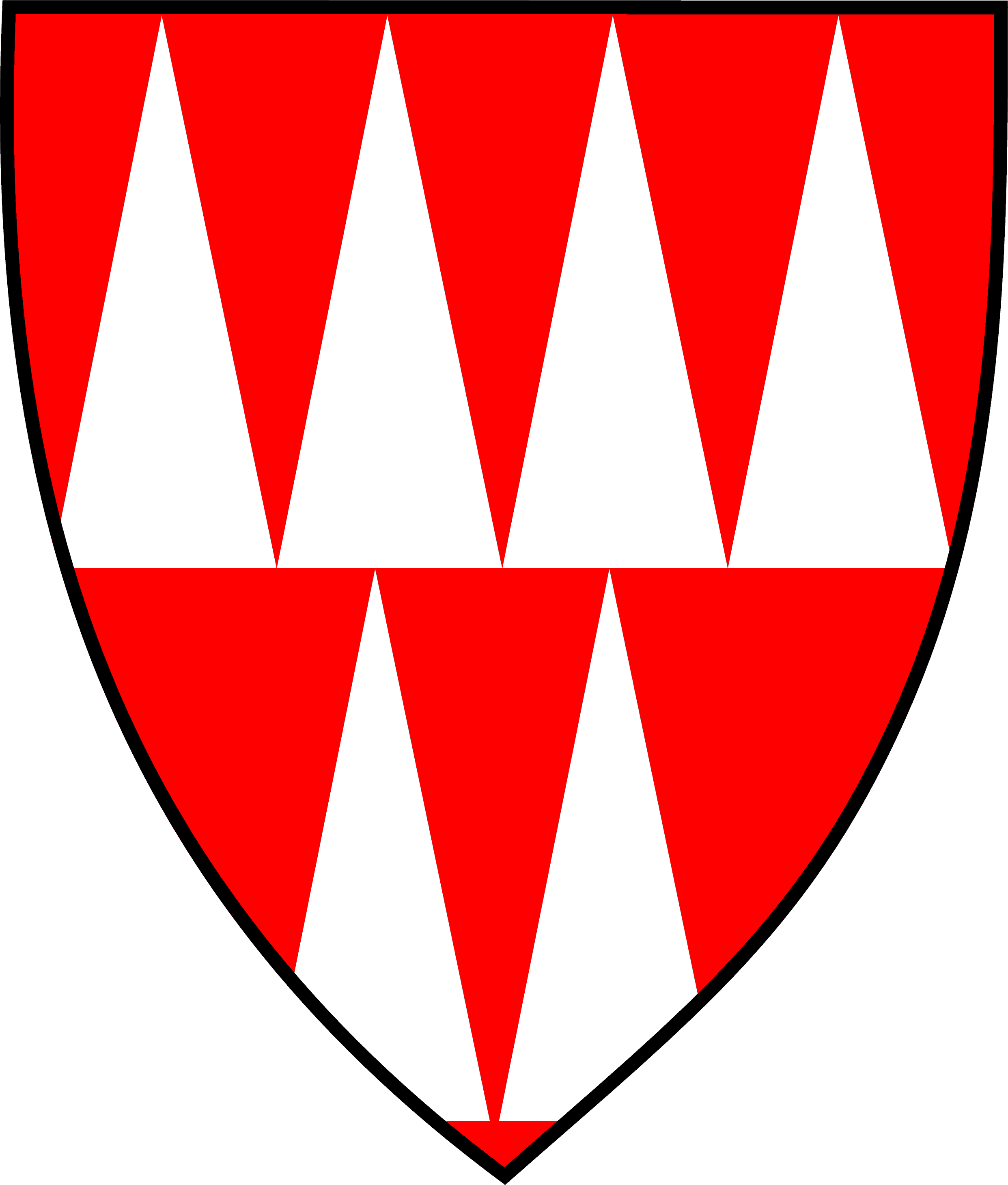
Wappen der Bischöfe von Olmütz

Die folgenden Personen waren Bischöfe von Olmütz:
- 1063–1085 Johannes I.
  - 1087–1088 Vereint mit Prag
- 1088–1091 Wezel (nicht Wenzel; tschechisch: Vezel)
- 1092–1096 Andreas I.
- 1096–1098 Heinrich I.
- 1099–1104 Petrus I.
- 1104–1126 Johannes II.
- 1126–1150 Heinrich II. Zdik
- 1150–1157 Johannes III.
- 1157–1172 Johannes IV.
- 1172–1181 Dietleb (nicht Detlef)
- 1182–1184 Pilgrim
- 1186–1194 Kaim
- 1194–1199 Engelbert von Brabant
- 1199–1201 Johannes V. Bavor
- 1201–1240 Robert
  - 1241–1245 Wilhelm (Elekt)
- 1241–1247 Konrad von Friedberg
- 1245–1281 Bruno von Schauenburg
- 1281–1302 Theoderich von Neuhaus
- 1302–1311 Johannes VI. von Waldstein
- 1311–1316 Peter II. von Konitz
- 1316–1326 Konrad I.
- 1326–1333 Heinrich III.
- 1333–1351 Johannes VII. Volek
- 1351–1364 Johannes VIII. Očko von Wlašim
- 1364–1380 Johannes IX. von Neumarkt
- 1381–1387 Peter III. Jelito
- 1387 Johannes X. Soběslav
- 1390–1397 Nikolaus von Riesenburg
- 1397–1403 Johannes XI. Mráz
- 1403–1408 Latzek von Krawarn
- 1408–1413 Konrad II. von Vechta
  - 1413–1416 Wenzel Králík von Buřenice (Administrator)
  - 1416–1418 Albrecht von Březí (Elekt)
- 1416–1430 Johannes XII. von Bucca, der Eiserne
- 1431–1434 Konrad III. von Zwole
- 1435–1450 Paul von Miličin und Talmberg
- 1450–1454 Johannes XIII. Haes
- 1454–1457 Bohuslaus von Zwole
- 1459–1482 Protasius von Boskowitz und Černahora
  - 1482–1484 vom Domkapitel beauftragte Administratoren:
    - Johannes Pauswangel
    - Alex von Iglau
    - Heinrich von Zwole

  - 1484–1490 Johann Filipec
  - 1487–1489 Johannes XIV. Vitéz (vom Papst ernannter Administrator; residierte nicht in Olmütz; das Amt wurde von Johann Filipec ausgeführt.)
  - 1489–1492 Ardicino della Porta (vom Papst ernannter Administrator; residierte nicht in Olmütz, 1492 Amtsverzicht)
  - 1493–1497 Johannes XV. Borgia (vom Papst ernannter Administrator; Erzbischof von Monreale, hat Olmütz nie betreten, 1497 Amtsverzicht[2])
  - 1490–1497 Administration durch die Domherren[3]:
    - Konrad Altheimer
    - Daniel von Kosteletz
    - Johann von Jamnitz
- 1497–1540 Stanislaus Thurzó von Bethlenfalva
- 1540–1541 Bernhard Zoubek von Zdětín
- 1541–1553 Johannes XVI. Dubravius
- 1553–1565 Marek Khuen
- 1565–1572 Wilhelm Prusinovský von Víckov
- 1572–1574 Johannes XVII. Grodetzký von Brod
- 1574–1575 Thomas Albin von Helfenburg
- 1576–1578 Johannes XVIII. Mezoun
- 1579–1598 Stanislaus Pavlovský von Pavlovitz
- 1599–1636 Franz Xaver von Dietrichstein
- 1636–1637 Johannes XIX. Ernst Plateis von Plattenstein
- 1637–1662 Leopold Wilhelm, Erzherzog von Österreich keine priesterlichen Weihen; deshalb wurden als Administratoren eingesetzt[4]:
  - 1638 Andreas Orlik von Lažisko
  - 1638–1640 Kaspar Karas von Rhomstein
  - 1640–1642 Johannes Kaspar Stredele von Montani und Wisberg
  - 1643–1648 Kaspar Karas von Rhomstein
  - 1648 Roderich von Santhilier
- 1663–1664 Karl I. Joseph, Erzherzog von Österreich und Hochmeister des Deutschen Ordens
- 1664–1695 Karl II. von Liechtenstein-Kastelkorn
- 1695–1711 Karl III. Joseph Ignaz, Herzog von Lothringen und Baar
- 1711–1738 Wolfgang Hannibal von Schrattenbach
- 1738–1745 Jakob Ernst von Liechtenstein-Kastelkorn
- 1745–1758 Ferdinand Julius von Troyer
- 1758–1760 Leopold II. Friedrich von Egkh und Hungersbach
- 1761–1776 Maximilian von Hamilton

## Erzbischöfe von Olmütz

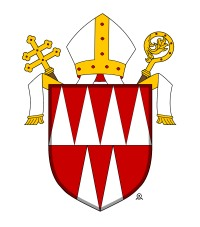
Wappen der Erzdiözese Olmütz

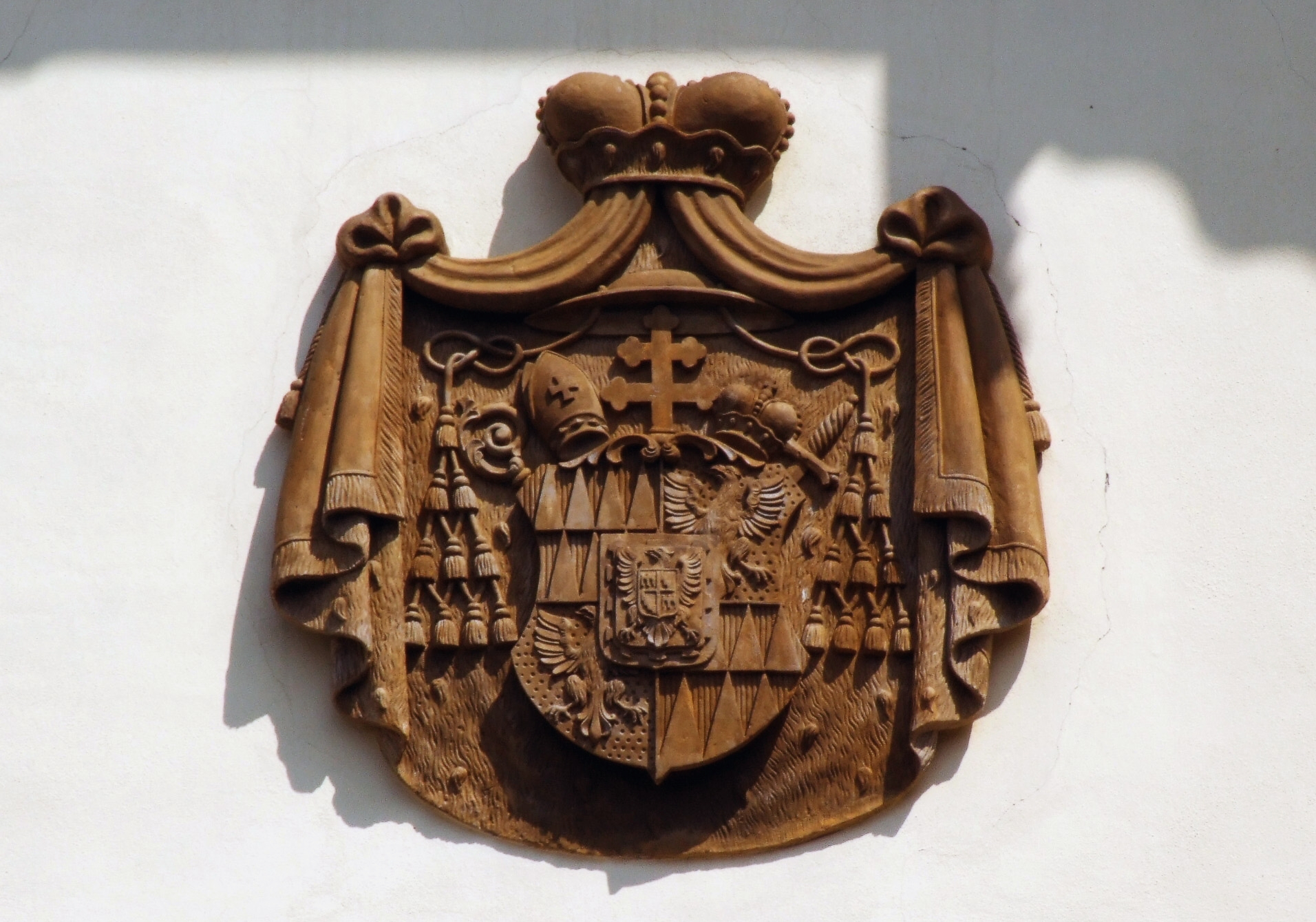
Wappen von Friedrich Egon von Fürstenberg in Hukvaldy

Nach der 1777 erfolgten Erhebung zum Fürst-Erzbistum waren die folgenden Personen (Fürst) Erzbischöfe von Olmütz:
- 1777–1811 Anton Theodor Kardinal von Colloredo
- 1811–1819 Maria Thaddäus Kardinal von Trautmannsdorff
- 1819–1831 Rudolph Kardinal von Österreich, Erzherzog von Österreich
- 1832–1836 Ferdinand Maria von Chotek
- 1837–1853 Maximilian Joseph Gottfried von Sommerau Beeckh
- 1853–1892 Friedrich Egon Kardinal von Fürstenberg
- 1892–1904 Theodor Kohn
- 1904–1915 Franziskus Salesius Kardinal Bauer
- 1916–1920 Leo Kardinal Skrbenský von Hříště
- 1921–1923 Antonín Cyril Stojan
- 1923–1947 Leopold Prečan
- 1948–1961 Josef Karel Matocha (seit 1950 interniert)
  - 1973–1987 Josef Vrana (Administrator)
- 1990–1991 František Vaňák
- 1992–2022 Jan Graubner, dann Erzbischof von Prag
- seit 2024 Josef Nuzík

## Schrifttum